# Journal of Cancer Research and Therapeutics
Journal of Cancer Research and Therapeutics (ook JCRT) is een internationaal, aan collegiale toetsing onderworpen open access wetenschappelijk tijdschrift op het gebied van de oncologie.
De naam wordt in literatuurverwijzingen meestal afgekort tot J. Canc. Res. Therapeut.
Het wordt uitgegeven door Medknow Publications namens de Association of Radiation Oncology of India en verschijnt 4 keer per jaar. Het eerste nummer verscheen in 2005.